# Ласк, Хэмилтон
Хэмилтон «Хэм» Сомерс Ласк (англ. Hamilton "Ham" Somers Luske) (16 октября 1903, Чикаго — 19 февраля 1968, Бель-Эйр) — американский аниматор и кинорежиссёр.
Хэмилтон Сомерс Ласк родился в Чикаго 16 октября 1903 года, получил степень в Калифорнийском университете в Беркли.

## Карьера
Он присоединился к анимационной студии Walt Disney Productions в 1931 году, и вскоре Уолт Дисней стал достаточно доверять ему, чтобы сделать его руководящим аниматором первой принцессы Диснея, Белоснежки в своём первом полнометражном мультфильме «Белоснежка и семь гномов».
Белоснежка была самым сложным персонажем из всех. Зрители должны были поверить в неё, чтобы картина имела успех; это привело к использованию таких новаторских методов, как эталонные фильмы с живыми актёрами. Хэм умело руководил моделью и актрисой Марджи Белл, для отснятых кадров, которые художники называли воплощением персонажа в жизнь.
Способность Хэма разработать простую пошаговую систему планирования сцены сделала его естественным учителем молодых аниматоров, и под его руководством появилось много новых художников.
Аниматор и коллега Олли Джонстон сказал:

Оригинальный текст (англ.)Ham’s careful planning and shooting of the live-action footage, always with the idea in mind of how it would be used in animation, resulted in a very convincing character.
с англ.
«Тщательное планирование Хэма и съёмка живых кадров, всегда с мыслью о том, как они будут использоваться в анимации, привели к очень убедительному персонажу.»

После успеха «Белоснежки» карьера Хэма повернулась в сторону режиссуры, и во время Второй мировой войны он снимал правительственные обучающие фильмы, такие как «Weather At War» (с англ. — «Погода на войне»). Позже он стал снимать образовательные фильмы, такие как «Дональд в «Матемагии»». Он также работал руководящим сорежиссёром для мультфильма «Пиноккио» и режиссёром сцен для мультфильмов «Фантазия», «Золушка», «Алиса в Стране чудес», «Питер Пэн», «Леди и Бродяга», «101 далматинец» и режиссёром анимационных сцен для музыкального фильма «Мэри Поппинс», за который в 1965 году он получил премию «Оскар» за лучшие визуальные эффекты.
Позже Хэм перешёл на телевидение, выступая в качестве ассоциированного продюсера и режиссёра в таких телесериалах, как «Disneyland» (с англ. — «Диснейленд»), «Walt Disney Presents» (с англ. — «Уолт Дисней представляет») и «Walt Disney’s Wonderful World of Color» (с англ. — «Удивительный мир цвета Уолта Диснея»).
Ласк умер в Бель-Эйр, штат Калифорния, 19 февраля 1968 года в возрасте 64 лет. Был похоронен на кладбище Форест-Лаун
В 1984 году посмертно получил премию Уинзора Маккея и посмертно стал Легендой Диснея в 1999 году.
Хэмилтон Ласк был отцом четырёх детей, включая Томми Ласк, который озвучил Майкла Дарлинга в «Питере Пэне», который был со-снят его отцом.

## Фильмография
- Пиноккио (1940) (руководящий режиссёр)
- Фантазия (1940)
- Несговорчивый дракон[англ.]* (1941)
- Салют, друзья! (1942)
- Сыграй мою музыку (1946)
- Весёлые и беззаботные (1947)
- Время мелодий (1948)
- Так дорого моему сердцу[англ.] (1948)
- Золушка (1950)
- Алиса в Стране чудес (1951)
- Питер Пэн (1953)
- Бен и я[англ.] (1953)
- Леди и Бродяга (1955)
- Дональд в «Матемагии» (1959) (руководящий режиссёр)
- 101 далматинец (1961)
- Мэри Поппинс (1964) (режиссёр анимации)
- Скрудж Макдак и деньги (1967)